# Monte Brè
Il monte Brè, alto 925 m s.l.m. è un monte della Svizzera sito nel Canton Ticino, nei pressi della città di Lugano. Sulle sue pendici si adagiano i quartieri luganesi di Gandria, Castagnola-Cassarate e Viganello.

## Salita alla vetta
La vetta del monte Brè è raggiungibile in funicolare da Castagnola-Cassarate o in automobile. Dalla vetta in 15 minuti si scende verso il quartiere di Brè, un nucleo abitato ancora conservato allo stato agreste, con le case e strade in sasso.
A facilitare l'accesso al centro abitato è inoltre una funicolare, in funzione sin dal 1910.

## Monumenti e luoghi d'interesse

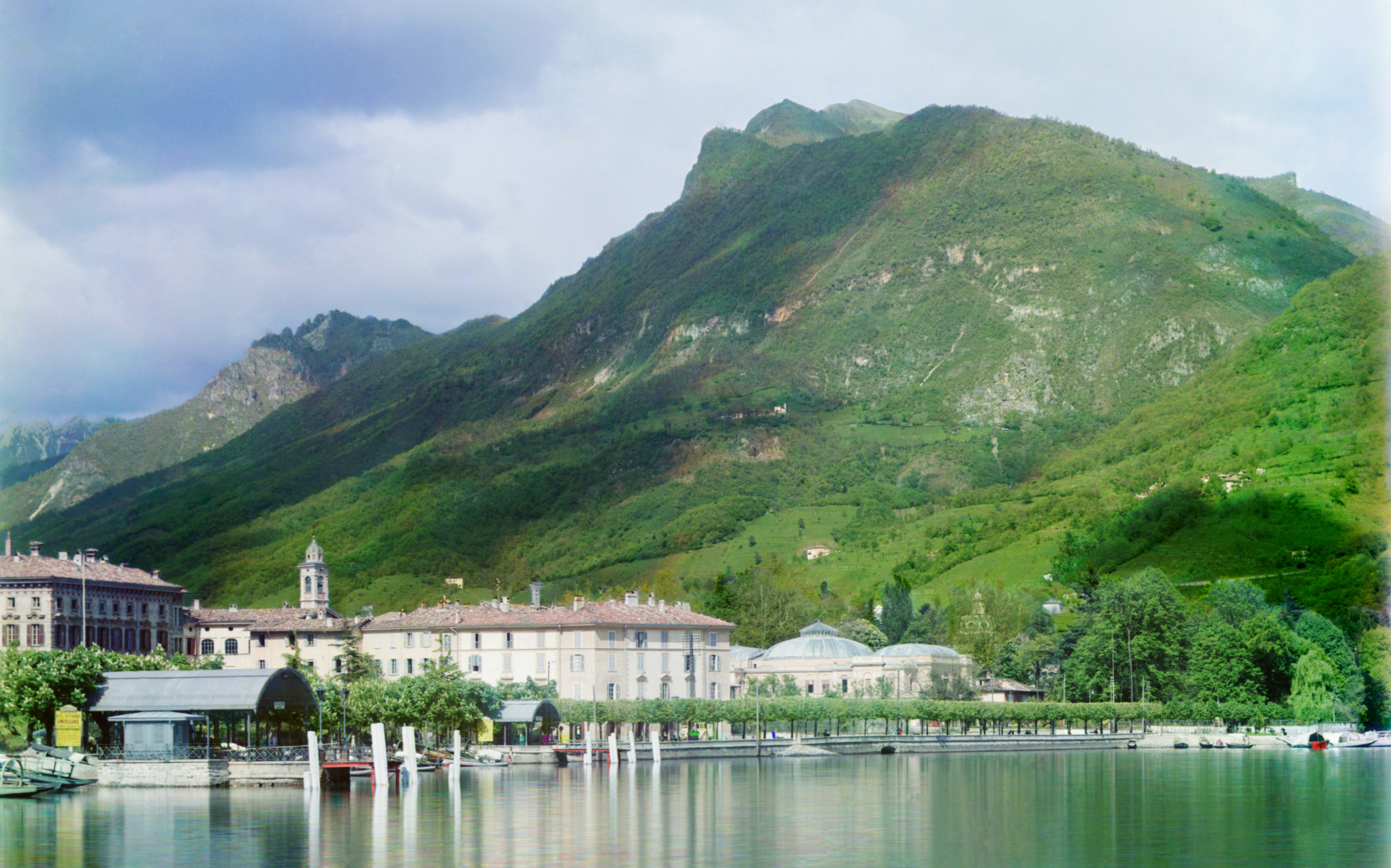
Foto di Lugano circondata dal Monte Brè e il Monte Boglia (1905-1915).

L'arredo artistico del quartiere comprende opere di Aligi Sassu, Gianfredo Camesi, Antonio Lüönd, Marco Prati, l'iracheno Al Fadhil e altri 20 artisti riconosciuti a livello nazionale ed internazionale. La Via Crucis che orna l'interno della chiesa di Brè sopra Lugano Centro è opera del pittore Jozsef Birò, mentre all'esterno troviamo un affresco di Luigi Taddei.
Una vasta rete di sentieri portano al monte Boglia (1516 m), all'Alpe Bolla (1129 m) e al quartiere di Cureggia (655 m).
Un percorso naturalistico e archeologico invita l'escursionista a passare dagli 800 m di Brè sopra Lugano, ai 340 m del quartiere di Gandria, un ameno villaggio in riva al lago di Lugano.